# Candida (Italiaanse gemeente)
Candida is een gemeente in de Italiaanse provincie Avellino (regio Campanië) en telt 1115 inwoners (31-12-2004). De oppervlakte bedraagt 5,4 km², de bevolkingsdichtheid is 204 inwoners per km².

## Demografie
Candida telt ongeveer 415 huishoudens. Het aantal inwoners steeg in de periode 1991-2001 met 2,9% volgens cijfers uit de tienjaarlijkse volkstellingen van ISTAT.
| Jaar | Inwoneraantal |
| ---- | ------------- |
| 1991 | 1042          |
| 2001 | 1072          |

## Geografie
De gemeente ligt op ongeveer 579 meter boven zeeniveau.
Candida grenst aan de volgende gemeenten: Lapio, Manocalzati, Montefalcione, Parolise, Pratola Serra en San Potito Ultra.

## Externe link

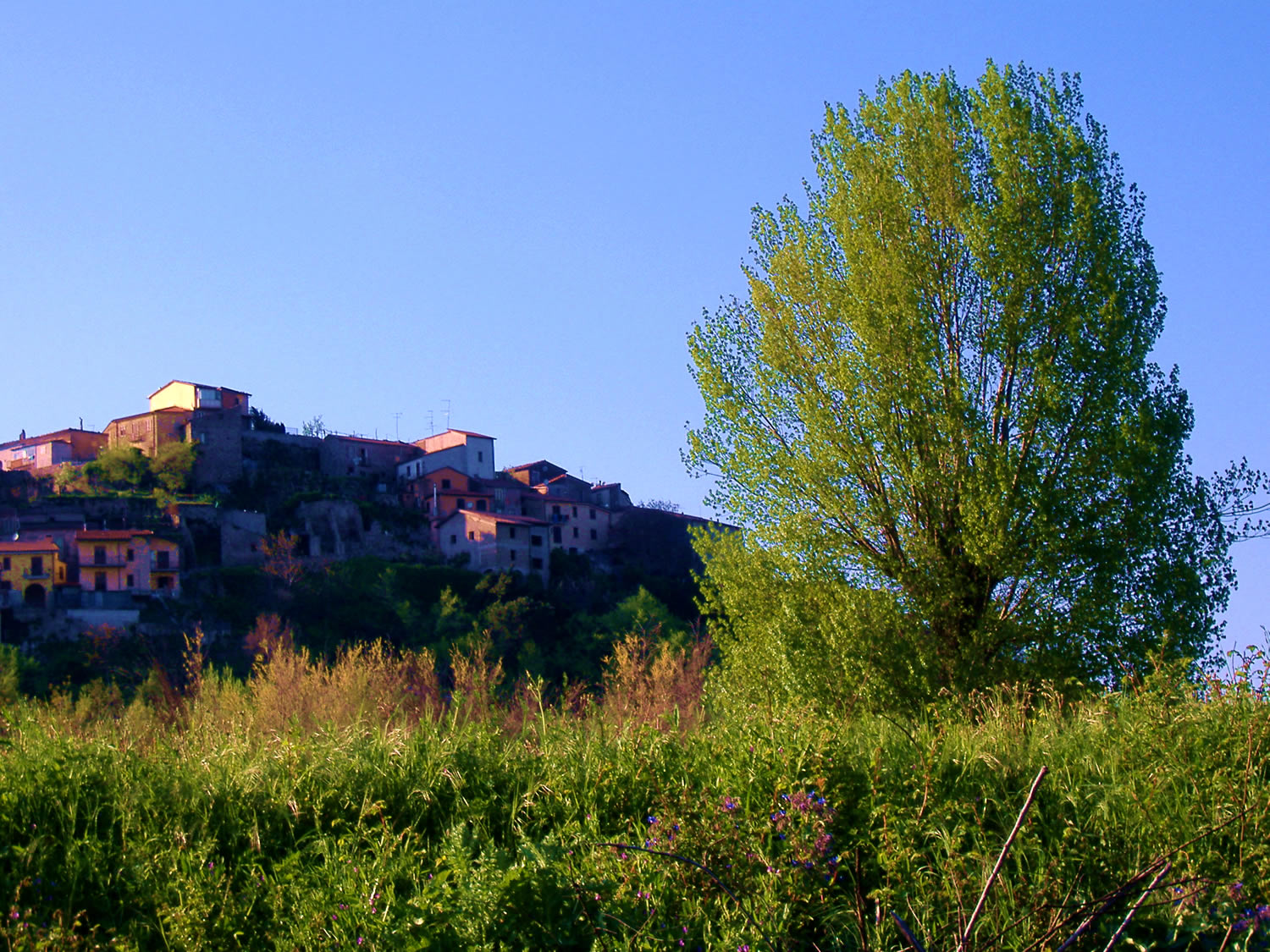
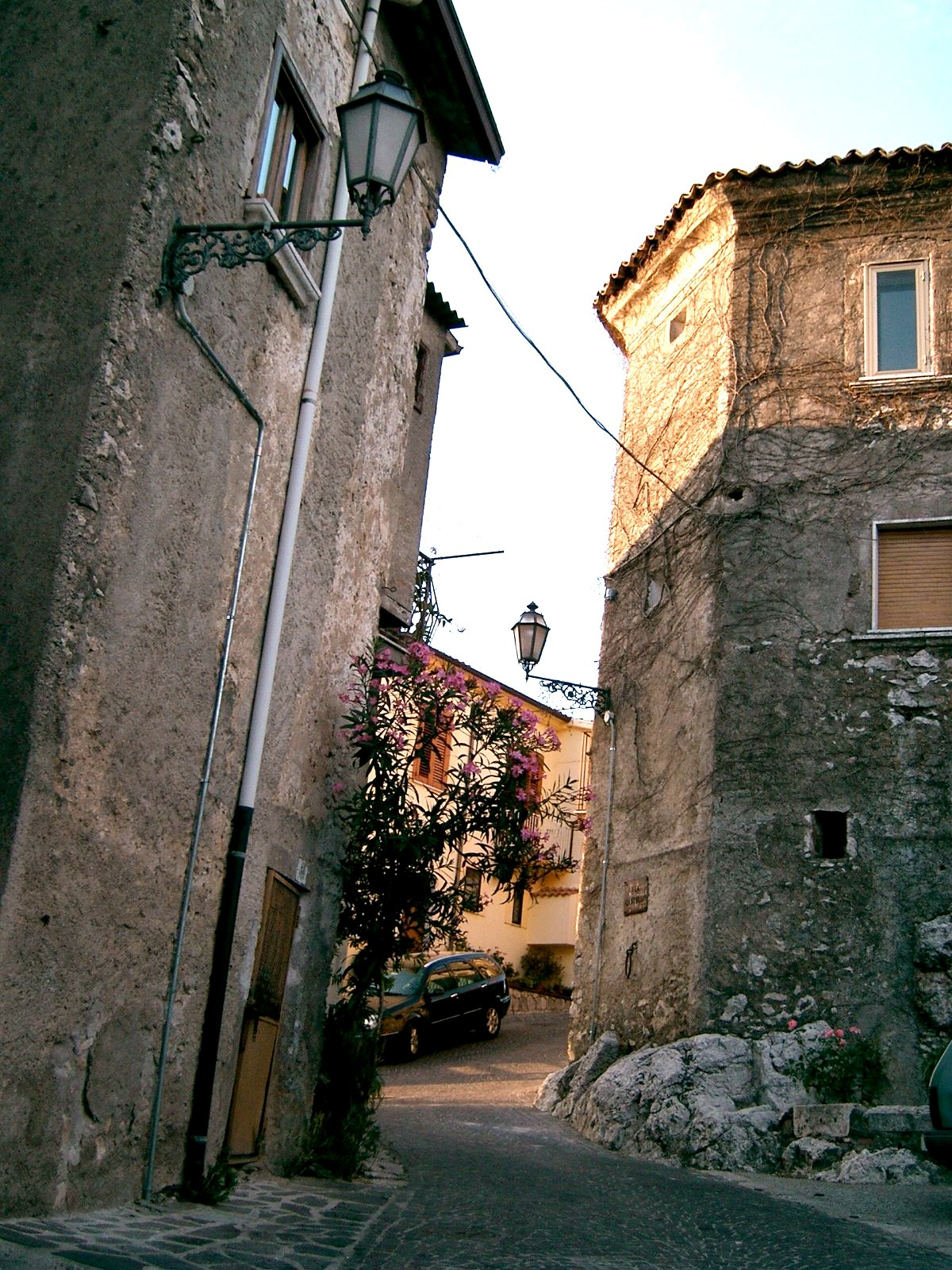